# Thomas Lyon (député)
Thomas Lyon (1741-1796), est un homme politique écossais qui siège à la Chambre des communes entre 1768 et 1778. 

## Biographie
Il est le troisième fils de Thomas Lyon (8e comte de Strathmore et Kinghorne) et Jean Nicholson, fille de James Nicholson de West Rainton, co. Durham. Il fait ses études au Pembroke College à Cambridge, en 1758 et obtient une maîtrise en 1761. Il est membre de l'université de 1761 à 1763. 
Le père de Lyon a été député de Forfar en 1734, siège qui est ensuite détenu par William Maule (1er comte Panmure). En 1768 la famille Strathmore propose à Lyon de reprendre le siège de Forfar à la famille Panmure. Il se présente aussi pour Aberdeen Burghs. Après une lutte épuisante, Panmure est réélu pour Forfar et Lyon pour Aberdeen Burghs. En conséquence, les familles Strathmore et Panmure concluent un accord pour éviter de futures compétitions. Lyon est réélu député d’Aberdeen Burghs en 1774 . Il a épousé Mary Elizabeth Wren, fille de Farren Wren de Binchester, co. Durham le 13 juin 1774. 
Le frère de Lyon, John, meurt en 1776. Lyon, seul oncle survivant, est l'un des tuteurs des enfants, s'implique profondément dans les affaires financières et juridiques. Il hérite de sa mère du domaine de Hetton-le-Hole à Durham le 22 avril 1778 et quitte son siège à l'ouverture de la session d'automne de 1778 ,. Il est mort le 13 septembre 1796. 